# New Zealand Ice Hockey Federation
New Zealand Ice Hockey Federation (NZIHF) ordnar med den oranigserade ishockeyn i Nya Zeeland, och gick med i IIHF den 2 maj 1977.
Ishockey började spelas i Nya Zeeland under 1930-talet, då bönder och lantarbetare om vintrarna började spela på Sydöns frusna dammar och insjöar. Den första organiserade turneringen spelades 1937 i Opawa, då Wyndham Barker donerade Erewhon Cup. Tidigare organiserades verksamheten av det nyzeeländska skridskoförbundet, innan NZIHF bildades 1986 i Lake Tekapo.

## Distriktsförbund
- Auckland Ice Hockey Association
- Canterbury Ice Hockey Association
- Dunedin Ice Hockey Association

### Fotnoter
1. ↑  ”International Ice Hockey Federation”. http://www.iihf.com/iihf-home/countries/new_Zealand.html. Läst 28 augusti 2011.
2. ↑  ”New Zealand Ice Hockey Federation”. Arkiverad från originalet den 13 september 2013. https://web.archive.org/web/20130913040058/http://www.nzicehockey.co.nz/about.html. Läst 28 augusti 2011.